# Ricardo Ferreira da Silva
Ricardo Ferreira da Silva, även känd som Ricardinho, född 9 september 1984 i Curitiba, är en brasiliansk före detta fotbollsspelare (vänsterback). Ricardinho spelade sin sista säsong i Malmö FF under 2014 för att sedan bryta med klubben för vidare äventyr.

## Biografi
Ricardinho ("den lille Ricardo" på portugisiska) är uppväxt i den brasilianska staden Curitiba och det var också där han inledde sin karriär. Han gjorde 146 matcher för stadens fotbollslag Coritiba innan han den 12 januari 2009 valde att lämna Brasilien och skrev på för Malmö FF. 2010 blev han svensk mästare med MFF.  under säsongen 2011 skrev Ricardinho på ett nytt kontrakt till slutet av säsongen 2014 . Ricardinho spelade 28 av 30 matcher för Malmö FF under 2012 och gjorde två mål. Han skrev kontrakt med Malmö FF till och med säsongen 2014.